# Língua banauá
A Língua banauá (também Banawá, Banawá-Yafí, Banavá, Jafí) é uma língua que pertence à família Arawá, falado pelo povo Banauás-iafis.
Com grande parte do vocabulário similar e de compreensão mútua, significativos traços culturais assemelhados e intensas relações intergrupais, os Banawá são considerados um subgrupo dos Jamamadi, que são habitantes do limite (exterior) sul da TI Banawá. Pertencem, também, à família lingüística Arawá assim como os outros habitantes da região localizada no médio rio Purus e afluentes: os Deni, Jamamadi, Jarawara, Kanamati, Sorowaha, Hi Merimã, Paumari e Kulina.